# Puszcza Zielona

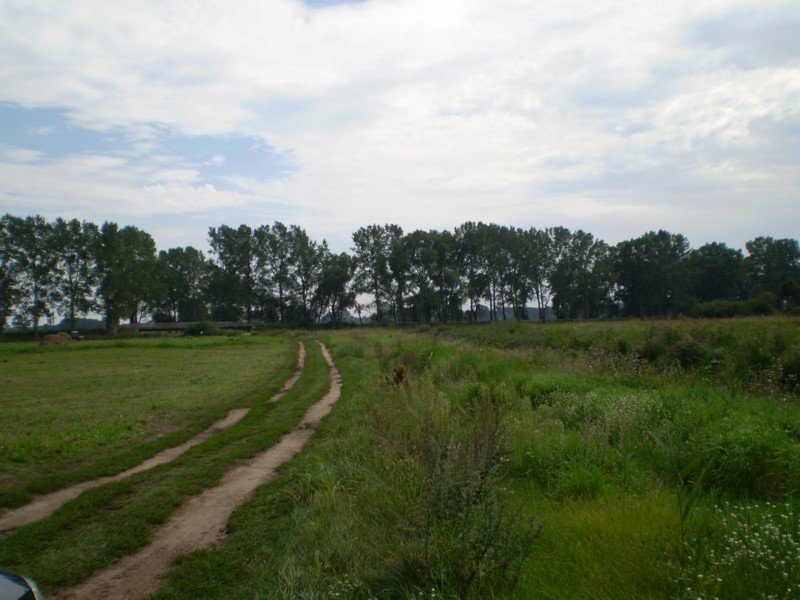
Tàn dư ngày hôm nay của một khu rừng Kurpie.

Puszcza Zielona (phát âm tiếng Ba Lan: [ˈpuʂt͡ʂa ʑɛˈlɔna], Khu rừng hoang dã xanh) là một khu rừng ở Ba Lan kéo dài từ sông Narew và biên giới của nơi từng là Đông Phổ. Nó được giới hạn ở phía đông của sông Pisa và về phía tây bởi sông Orzyc. Khu rừng nằm ở một vùng đất thấp và chứa một vùng đất cát ẩm ướt, nhưng nó rất giàu khoáng chất khác nhau được khai thác.
Khu rừng hoang dã xanh (Puszcza Zielona) thường được liên kết với Khu rừng hoang dã trắng (Puszcza Biała), và hai khu rừng thường được gọi là Rừng Kurpie (Puszcza Kurpiowska) bởi vì hai khu rừng được cư trú bởi những người sống trong nhiều thế kỷ, tính cách dân tộc riêng biệt của họ. Do bị cô lập, họ đã phát triển một nền văn hóa độc đáo của riêng mình, được gọi là Kurpie.

## Lịch sử
Khu rừng lần đầu tiên được thực dân hóa bởi Hoàng tử Masovian Janusz I trong nửa đầu Thế kỷ 14 bởi nông dân và quý tộc nhỏ. Chế độ thực dân tiếp tục sau đó, và cư dân của nó, vì bị cô lập bằng cách sống sâu trong rừng, đã phát triển một nền văn hóa khác biệt. Họ vẫn giữ được sự độc lập từ những người Ba Lan láng giềng, họ đặt cho họ cái tên vô chủ của Kurpś, vì họ vẫn giữ truyền thống cổ xưa của họ là làm ra giày bằng sợi của cây bồ đề và bịt kín bằng vôi. Cuối cùng, những người này đã hình thành một nền văn hóa độc đáo tách biệt với người Ba Lan láng giềng của họ, được gọi là văn hóa Kurpie.

## Tình trạng hiện tại
Do cố tình chặt phá rừng, mặc dù khu vực này không phù hợp với canh tác nông nghiệp, phần lớn rừng còn lại cũng bị tổn thương nghêm trọng. Các ngôi làng từng là công trình kiến trúc kiểu Kurpie giờ đây đã được thay thế, phần lớn, bằng các cấu trúc kiến trúc hiện đại hơn.
Sau khi chính quyền cộng sản biến mất, một phần của khu rừng đang được bảo tồn và bảo vệ như là bảo tồn thiên nhiên của chính phủ Ba Lan.

## Bảo tồn thiên nhiên liên quan đến Puszcza Zielona
- Rezerwat Czarnia
- Rezerwat Kaniston
- Rezerwat przyrody Ciemny Kąt
- Rezerwat przyrody Łokieć